# Дербентская крепость
Дербе́нтская кре́постная стена — восточная часть Кавказской стены — оборонительной системы, защищавшей народы Закавказья и Передней Азии от нашествий кочевников с севера в обход Кавказских гор, вдоль побережья Каспийского моря. Крепостная система Дербента включала в себя городские стены, цитадель под названием Нарын-кала, морские стены и горную стену (Даг-бары). Включена ЮНЕСКО в список Всемирного наследия.

## Этимология
Слово «ворота» входило в название города на языках многих народов: греческие историки называли его Албанскими (от государства Кавказская Албания) или Каспийскими Воротами, арабские авторы — Главными Воротами (Баб-ал-Абваб), турки — Железными (Темир Капысы), грузины — Морскими (Дзгвис-Кари). Современное название города «Дербент» (Дарбанд) появляется в письменных источниках начиная с VII века, и означает в переводе с персидского «Запертые ворота» (дословно «Узел ворот»: «дар» — ворота, «банд» — связь, узел, запор). Со времён арабов северная стена ещё в XIX веке носила название «Кяфирской» («стены неверных»), поскольку обращена в сторону хазар.
В некоторых источниках называлась «стена Александра Македонского» из-за веры в легенду, что её построил великий завоеватель. Но Александр Македонский никогда не был у Дербентских ворот.

## Описание
Путь вдоль морского берега преграждали две параллельные крепостные стены, примыкавшие на западе к цитадели, уходили в море на восточной оконечности, препятствуя обходу крепости по мелководью, образуя гавань для судов. В конце VI века уровень Каспийского моря падал, что объясняет удлинение стены в море. Между отстоящими друг от друга стенами на 350—450 м лежал средневековый город Дербент.
Центральным элементом оборонительной системы была крепость Нарын-кала протяжённостью 700 м, сложенная из верхне-сарматского известняка с забутовкой на растворе. Высота сохранившихся неравномерно стен от 6,5 до 20 м, толщина — до 3,5 м, отчего, по свидетельству голштинского посла Адама Олеария, «по ним можно ехать в телеге».  Эта крепость в действительности была лишь частью оборонительной системы, куда также входило мощное фортификационное сооружение Даг-бары (Горная стена), контролирующая все горные дороги. Состояла она из стен, башен, ворот и охраняющих их поселений, расположенных в стратегически важных местах. Уходила Даг-бары высоко в горы на 40 км до Табасарана, хотя Адам Олеарий называет 60 миль (почти 100 км). С запада дербентские стены примыкают к цитадели Нарын-Кала.
Несмотря на возраст, крепость столетиями играла важнейшую оборонительную роль. Новые хозяева перестраивали и обновляли её, отчего сегодня, как по годовым кольцам дерева, по сооружению можно проследить всю историю Дербента.

## История
Первое упоминание Каспийских ворот относится к VI в. до н. э., его приводит известный древнегреческий географ Гекатей Милетский (VI в. до н. э.). Писал об этих местах и Геродот в связи с походом в конце VIII — начале VII века до н. э. скифов в Азию, куда они вторглись «по верхней дороге, имея по правую руку Кавказские горы».
Известная сегодня крепость выстроена в VI веке (после 562 года) по приказу персидского правителя Хосрова I Ануширвана («Бессмертный душою») из династии Сасанидов. Моисей Каланкатуйский позднее сетовал о том, какой тяжёлой ценой для местных жителей осуществлена грандиознейшая на тот момент крепостная постройка на Кавказе. Дербентская крепость запирала узкий (3 км) проход между морем и горами, отчего любая экспансия соседних государств начиналась с попыток овладения городом и крепостью.
С 735 года Дербент и Нарын-Кала стали военно-административным центром Арабского халифата в Дагестане, а также крупнейшим торговым портом и очагом распространения ислама на этой земле. В XIV веке Дербентская крепость пала без сопротивления перед Тимуром, который недалеко от Нижнего Джулата вступил в бой с Тохтамышем.
После образования в 1860 году Дагестанской области административный центр переехал в Темир-Хан-Шуру (ныне город Буйнакск), после чего Дербент потерял военное значение, а крепость в 1867 году была выведена из списка объектов военного ведомства. Башни постепенно ветшали и разбирались местными жителями для строительства жилья. Так, в 1870 году генерал Комаров дал распоряжение о сносе почти полукилометрового участка, облегчив сообщение между крепостью и разросшейся за южной стеной частью города.
«Я с любопытством рассматривал эту огромную стену, укрепленную частыми башнями, дивясь величию древних даже в самых безумных прихотях деспотизма, величию, до которого достигнуть не дерзают и мыслию, не только исполнением, нынешние женоподобные властители Востока. Чудеса Вавилона, Меридово озеро, пирамиды фараонов, бесконечная ограда Китая и эта стена, проведённая в местах диких, безлюдных, по высям хребтов, по безднам ущелий, — свидетели железной, исполинской воли и необъятной власти прежних царей. Ни время, ни землетрясения не могли совершенно разрушить трудов тленного человека, и пята тысячелетий не совсем раздавила, не совсем втоптала в землю останки древности незапамятной. <…> Кавказская стена одета с севера тесаными плитами, чисто и крепко на извести сложенными. Многие зубцы ещё целы, но слабые семена, запавшие в трещины, в спаи, раздирают камни корнями деревьев, из них произросших, и в союзе с дождями низвергают долу громады, и по развалинам всходят, будто на приступ, раины, дубы, гранаты. Орёл невозмутимо вьёт гнездо в башне, когда-то полной воинами, и на очаге, внутри её, холодном уже несколько веков, лежат свежие кости диких коз, натасканные туда шакалами. Инде исчезал вовсе след развалин, и потом отрывки стены возникали снова из-под травы и леса».